# Mureils
Mureils là một xã thuộc tỉnh Drôme trong vùng Auvergne-Rhône-Alpes ở đông nam nước Pháp. Xã Mureils nằm ở khu vực có độ cao trung bình 225 mét trên mực nước biển.
Sông Galaure chảy theo hướng tây nam qua phía nam thị trấn.